# Jean Garderat
Jean Garderat, né le 28 mai 1747 à Montlieu-la-Garde (Charente-Maritime), mort le 21 mai 1806, est un général de la Révolution française.

## États de service
Le 17 octobre 1792, il est élu lieutenant-colonel commandant le 8e bataillon de volontaires de la Gironde.
Il est promu général de brigade le 14 avril 1794, dans l’armée des Pyrénées-Orientales, et le 9 juin 1794, sa promotion est annulée par décret du comité de salut public, pour comportement indigne de la République.
Il est admis à la retraite le 17 juillet 1795.

## Sources
- (en) « Generals Who Served in the French Army during the Period 1789 - 1814: Eberle to Exelmans »
- (pl) « Napoléon.org.pl »
- Docteur Robinet, Jean-François Eugène et J. Le Chapelain, Dictionnaire historique et biographique de la révolution et de l'empire, 1789-1815, Librairie Historique de la révolution et de l’empire, 886 p. (lire en ligne), p. 11.